# Péfki (kommunhuvudort)
Péfki är en kommunhuvudort i Grekland.   Den ligger i prefekturen Nomarchía Athínas och regionen Attika, i den sydöstra delen av landet, 11 km nordost om huvudstaden Aten. Péfki ligger 257 meter över havet och antalet invånare är 21 352.
Terrängen runt Péfki är kuperad åt nordväst, men åt sydost är den platt.Runt Péfki är det mycket tätbefolkat, med 2 521 invånare per kvadratkilometer. Närmaste större samhälle är Aten, 11,2 km sydväst om Péfki. Runt Péfki är det i huvudsak tätbebyggt.